# 紫斑牡丹酒
紫斑牡丹酒是甘肃临洮出产的一种白酒，乃以高粱为原料，小麦制大曲，酿造时将花瓣和花蕊置于甑桶内，蒸汽将酒醅中的酒份带出，透过花层冷凝后酿制而成。2017年10月18日入選第四批甘肃省非物质文化遗产。